# Pantosaurus
Pantosaurus là một chi thằn lằn cổ rắn, được Marsh mô tả khoa học năm 1893.